# خودریختی داخلی
در جبر، خودریختی درونی (inner automorphism)، خودریختی یک گروه، حلقه یا جبر است که توسط عمل یک عنصر خاص به نام عنصر مزدوج به دست می‌آید. آنها را می‌توان از طریق عملیات‌هایی ساده توسط خود اعضا درون گروه ساخت، از این رو آنها را خودریختی «درونی» می‌نامند. این خودریختی‌های درونی زیر گروهی از گروه خودریختی‌ها را تشکیل می‌دهند و همدسته‌های گروه خارج‌قسمتی خودریختی‌ها بر این زیرگروه، تعریف گروه خودریختی‌ها بیرونی است.